# Ordre de bataille unioniste de la campagne de Bristoe
L'ordre de bataille unioniste de la campagne de Bristoe présente les unités et les commandants qui ont combattu lors de la campagne de Bristoe de la guerre de Sécession dans les rangs de l'Union. L'ordre de bataille confédéré est indiqué séparément. Lorsque plusieurs noms de commandants sont précisés, cela indique la succession du commandement au cours de la campagne.

## Abréviations utilisées

### Grade militaire
- Major général
- Brigadier général
- Colonel
- Lieutenant colonel
- Commandant
- Capitaine
- Premier lieutenant

### Autre
- (b) = blessé
- mb = mortellement blessé
- † = tué
- (PDG) = capturé

## Armée du Potomac
Major général George G. Meade, le Commandant de

### État-major général et quartiers-généraux
État-major général et quartiers généraux
- Chef d'état-major :  Major général Andrew A. Humphreys
- Chef de l'artillerie :  Brigadier général Henry J. Hunt
- Adjoint de l'adjudant-général :  Brigadier général Seth Williams
- Chef quartier-maître :  Brigadier général Rufus Ingalls
- Prévôt marshal général :  Brigadier général Marsena R. Patrick
  - 80th New York (20th Militia) :  Lieutenant colonel Jacob B. Hardenbergh
  - 93rd New York :  Lieutenant colonel Benjamin C. Butler
  - 2nd Pennsylvania Cavalry :  Lieutenant colonel Joseph B. Printon
  - 6th Pennsylvania Cavalry (détachement)
  - Détachements de cavalerie régulière et de cavalerie volontaire
- Brigade d'ingénieur :  Brigadier général Henry W. Benham
  - 15th New York (bataillon) :  Capitaine Joseph Wood, jr.
  - 50th New York :  ColonelWilliam H. Pettes
  - U.S. Battalion:  Capitaine George H. Mendell
- Gardes et officier d'ordonnance
  - Oneida (New York) Cavalry :  Capitaine Daniel P. Mann
- Corps des signaux :  Capitaine Lemuel B. Norton

### Ier corps
- Major général John Newton
- Escorte : 4th et 16th Pennsylvania Cavalry (détachements)

| Division                                               | Brigade                                                         | Régiments et autres |
| ------------------------------------------------------ | --------------------------------------------------------------- | --- |
| Première division : Brigadier général Lysander Cutler  | Première brigade ("Iron Brigade") : Colonel William W. Robinson | - 19th Indiana : Colonel Samuel J. Williams - 24th Michigan: Colonel Henry A. Morrow - 1st New York Sharpshooters (battaillon) : Capitaine Joseph C. Arnold - 2nd Wisconsin : Lieutenant colonel John Mansfield - 6th Wisconsin : Colonel Edward S. Bragg - 7th Wisconsin: CommandantMark Finnicum                   |
| Première division : Brigadier général Lysander Cutler  | Deuxième brigade : Brigadier général James C. Rice              | - 7th Indiana : Colonel Ira G. Grover - 76th New York : Commandant John W. Young - 84th New York ("14th Brooklyn Militia"): Colonel Edward B. Fowler - 95th New York : Commandant Edward Pye - 147th New York : Commandant George Harney - 56th Pennsylvania : Lieutenant colonel George B. Osborn                   |
| Deuxième division : Brigadier général John C. Robinson | Première brigade : Colonel Thomas F. McCoy                      | - 16th Maine : Lieutenant colonel Charles W. Tilden - 13th Massachusetts : Colonel Samuel H. Leonard - 39th Massachusetts : Colonel Phineas Stearns Davis - 94th New York : Commandant Samuel A. Moffett - 104th New York : Colonel Gilbert G. Prey - 107th Pennsylvania : Commandant Henry J. Shaefer               |
| Deuxième division : Brigadier général John C. Robinson | Deuxième brigade : Brigadier général Henry Baxter               | - 12th Massachusetts : Commandant Benjamin F. Cook - 83rd New York (9th Militia): Colonel Joseph A. Moesch - 97th New York : Commandant Charles Northrup - 11th Pennsylvania : Colonel Richard Coulter - 88th Pennsylvania : Capitaine Edmund Y. Patterson - 90th Pennsylvania : Lieutenant colonel William A. Leech |
| Troisième division : Brigadier général John R. Kenly   | Première brigade : Colonel Chapman Biddle                       | - 121st Pennsylvania : Lieutenant colonel Alexander Biddle - 142nd Pennsylvania : Lieutenant colonel Alfred. B. McCalmont |
| Troisième division : Brigadier général John R. Kenly   | Deuxième brigade : Colonel Langhorne Wister                     | - 143rd Pennsylvania : Colonel Edmund L. Dana - 149th Pennsylvania : Lieutenant colonel Walton Dwight - 150th Pennsylvania : Capitaine Horatio Bell |
| Troisième division : Brigadier général John R. Kenly   | Troisième brigade : Colonel Nathan T. Dushane                   | - 1st Maryland : Lieutenant colonel John W. Wilson - 4th Maryland : Colonel Richard N. Bowerman - 7th Maryland: Colonel Edwin H. Webster - 8th Maryland : Colonel Andrew W. Denison |
|                                                        | Brigade d'artillerie : Colonel Charles S. Wainwright            | - 2nd Maine Light : Capitaine James A. Hall - 5th Maine Light : Capitaine Greenleaf T. Stevens - 1st New York Light, Battery E & Battery L : Capitaine Gilbert H. Reynolds - 1st Pennsylvania Light, Battery B : Capitaine James H. Cooper - 4th US, Battery B : Premier lieutenant James Stewart                    |

### IIe corps
- Major général Gouverneur K. Warren (temporairement absent ; revient le 12 octobre)
- Brigadier général John C. Caldwell
- Escorte :
  - 10th New York Cavalry, compagnie M :  Premier lieutenant James Matthews
  - 13th Pennsylvania Cavalry, compagnie G :  Premier lieutenant Robert Brown

| Division                                                                     | Brigade                                                                | Régiments et autres |
| ---------------------------------------------------------------------------- | ---------------------------------------------------------------------- | --- |
| Première division : Brigadier général John C. Caldwell Colonel Paul A. Frank | Première brigade : Colonel Nelson A. Miles                             | - 61st New York : Lieutenant colonel K. Oscar Broady - 81st Pennsylvania : Colonel H. Boyd McKeen - 140th Pennsylvania : Colonel John Fraser |
| Première division : Brigadier général John C. Caldwell Colonel Paul A. Frank | Deuxième brigade ("Irish Brigade") : Colonel Patrick Kelly             | - 28th Massachusetts : Colonel Richard Byrnes - 63rd New York : Capitaine Thomas Touhy - 69th New York : Capitaine Richard Moroney - 88th New York : Capitaine Denis F. Burke - 116th Pennsylvania : Capitaine Seneca G. Willauer |
| Première division : Brigadier général John C. Caldwell Colonel Paul A. Frank | Troisième brigade : Colonel Paul A. Frank Colonel James A. Beaver      | - 52nd New York : Lieutenant colonel Charles G. Freudenberg - 57th New York : Lieutenant colonel Alford B. Chapman - 66th New York : Lieutenant colonel John S. Hammell - 148th Pennsylvania : Colonel James A. Beaver, Commandant George A. Fairlamb |
| Première division : Brigadier général John C. Caldwell Colonel Paul A. Frank | Quatrième brigade : Colonel John R. Brooke                             | - 2nd Delaware : Lieutenant colonel David L. Stricker - 64th New York : Commandant Leman W. Bradley - 53rd Pennsylvania : Capitaine Henry S. Dimm - 145th Pennsylvania : Colonel Hiram L. Brown |
| Deuxième division: Brigadier général Alexander S. Webb                       | Première brigade : Colonel Francis E. Heath                            | - 19th Maine : Lieutenant colonel Henry W. Cunningham - 15th Massachusetts : Lieutenant colonel George C. Joslin - 1st Minnesota : Commandant Mark W. Downie - 82nd New York (2nd Militia) : Commandant Thomas W. Baird |
| Deuxième division: Brigadier général Alexander S. Webb                       | Deuxième brigade "Brigade de Philadelphie" : Colonel De Witt C. Baxter | - 69th Pennsylvania : Commandant James Duffie - 71st Pennsylvania : Colonel Richard PennSmith - 72nd Pennsylvania : Lieutenant colonel Theodore Hesser - 106th Pennsylvania : Lieutenant colonel William L. Curry |
| Deuxième division: Brigadier général Alexander S. Webb                       | Troisième brigade : Colonel James E. Mallon (k)                        | - 19th Massachusetts : Lieutenant colonel Ansel D. Wass - 20th Massachusetts : Commandant Henry L. Abbott - 7th Michigan : Commandant Sylvanus W. Curtis - 42nd New York : Capitaine Robert C. Wright - 59th New York : Capitaine Horace P. Rugg |
| Troisième division: Brigadier général Alexander Hays                         | Première brigade ("Brigade Gibraltar"): Colonel Samuel S. Carroll      | - 14th Indiana: Colonel John Coons - 4th Ohio: Commandant Gordon A. Stewart - 8th Ohio: Lieutenant colonel Franklin Sawyer - 7th West Virginia (bataillon): Lieutenant colonel Jonathan H. Lockwood |
| Troisième division: Brigadier général Alexander Hays                         | Deuxième brigade: Colonel Thomas A. Smyth                              | - 14th Connecticut : Colonel Theodore G. Ellis - 1st Delaware : Lieutenant colonel Edward P. Harris - 12th New Jersey : Colonel J. Howard Willets - 10th New York (bataillon) : Commandant George F. Hopper - 108th New York : Colonel Charles J. Powers |
| Troisième division: Brigadier général Alexander Hays                         | Troisième brigade : Brigadier général Joshua T. Owen                   | - 39th New York : CommandantHugo Hildebrandt - 111th New York : ColonelClinton D. MacDougall - 125th New York: ColonelLevin Crandell - 126th New York: ColonelJames M. Bull |
|                                                                              | Brigade d'artillerie : Capitaine John G. Hazard                        | - 1st New York Light, Batterie G : Capitaine Nelson Ames - 1st Ohio Light, Batterie H : Capitaine James F. Huntington - 1st Pennsylvania Light, Batteries F et G : Capitaine R. Bruce Ricketts - 1st Rhode Island Light, Batterie A: Capitaine William A. Arnold - 1st Rhode Island Light, Batterie B: Capitaine Thomas Frederick Brown - 1st US Light, Batterie I: Premier lieutenant Frank L. French |

### IIIe corps
- Major général William H. French

| Division                                              | Brigade                                                             | Régiments et autres |
| ----------------------------------------------------- | ------------------------------------------------------------------- | --- |
| Première division : Major général David B. Birney     | Première brigade : Colonel Charles H. T. Collis                     | - 57th Pennsylvania : Colonel Peter Sides - 63rd Pennsylvania : Commandant John A. Danks - 68th Pennsylvania : Colonel Andrew H. Tippin - 105th Pennsylvania : Colonel Calvin A. Craig - 114th Pennsylvania : Commandant Edward R. Bowen - 141st Pennsylvania: Capitaine Edwin A. Spaulding |
| Première division : Major général David B. Birney     | Deuxième brigade : Brigadier général John Henry Hobart Ward         | - 3rd Maine : Colonel Moses B. Lakeman - 4th Maine : Colonel Elijah Walker, - 86th New York : Commandant Michael B. Stafford - 124th New York : Lieutenant colonel Francis M. Cummins - 99th Pennsylvania : Lieutenant colonel Edwin Ruthwin Biles - 2nd US Sharpshooters : Lieutenant colonel Homer R. Stoughton |
| Première division : Major général David B. Birney     | Troisième brigade: Colonel P. Régis de Trobriand                    | - 17th Maine : Lieutenant colonel Charles B. Merrill - 3rd Michigan : Colonel Byron R. Pierce, - 5th Michigan : Lieutenant colonel John Pulford - 40th New York : Colonel Thomas W. Egan - 110th Pennsylvania : Commandant Isaac Rogers - 1st US Sharpshooters : Lieutenant colonel Casper Trepp |
| Deuxième division : Brigadier général Henry Prince    | Première brigade : Colonel Robert McAllister                        | - 11th Massachusetts : Lieutenant colonel Porter D. Tripp - 16th Massachusetts : Lieutenant colonel Waldo Merriam - 11th New Jersey : Lieutenant colonel John Schoonover - 26th Pennsylvania : Commandant Robert L. Bodine - 84th Pennsylvania : Lieutenant colonel Milton Opp |
| Deuxième division : Brigadier général Henry Prince    | Deuxième brigade ("Excelsior Brigade") : ColonelWilliam R. Brewster | - 70th New York : Colonel J. Egbert Farnum - 71st New York : Commandant Thomas Rafferty - 72nd New York : Lieutenant colonel John Leonard - 73rd New York : Lieutenant colonel Michael W. Burns - 74th New York: Commandant Henry M. Alles - 120th New York : Capitaine Abram L. Lockwood |
| Deuxième division : Brigadier général Henry Prince    | Troisième brigade: Brigadier général Gershom Mott                   | - 5th New Jersey : Colonel William J. Sewell - 6th New Jersey : Colonel George C. Burling - 7th New Jersey : Commandant Frederick Cooper - 8th New Jersey : Colonel John Ramsey - 115th Pennsylvania : Lieutenant colonel John P. Dunne |
| Troisième division : Brigadier général Joseph B. Carr | Première brigade : Brigadier général William H. Morris              | - 14th New Jersey : Colonel William Snyder Truex - 151st New York : Lieutenant colonel Erwin A. Bowen - 10th Vermont : Colonel Albert B. Jewett |
| Troisième division : Brigadier général Joseph B. Carr | Deuxième brigade : Colonel Joseph Warren Keifer                     | - 6th Maryland : Colonel John Watt Horn - 110th Ohio : Commandant Otho H. Binkley - 122d Ohio : Colonel William H. Ball - 138th Pennsylvania : Colonel Matthew R. McClennan |
| Troisième division : Brigadier général Joseph B. Carr | Troisième brigade: Colonel Benjamin F. Smith                        | - 106th New York : Commandant Andrew N. McDonald - 126th Ohio : Lieutenant colonel William H. Harlan - 67th Pennsylvania : Capitaine Samuel Barry - 87th Pennsylvania : Colonel John W. Schall |
|                                                       | Brigade d'artillerie : Capitaine George E. Randolph                 | - 4th Battery Maine Light : Capitaine O'Neil W. Robinson, Jr. - 10th Massachusetts Light Battery : Capitaine J. Henry Sleeper - 1st New Jersey Light, Battery B : Capitaine A. Judson Clark - 1st New York Light, Battery D : Capitaine George B. Winslow - 12th Battery New York Light : Premier lieutenant George K. Dauchy - 1st Rhode Island Light, Battery E : - 4th US, Battery K: Premier lieutenant Robert James |

### Ve corps
- Major général George Sykes
- Escorte: 5th Michigan Cavalry (escadron) :  Premier lieutenant Samuel Harris
- Garde de la prévôté : 12th New York (compagnies D et E) :  Capitaine Henry W. Ryder

| Division                                               | Brigade | Régiments et autres |
| ------------------------------------------------------ | --- | --- |
| Première division : Brigadier général Charles Griffin  | Première brigade : Brigadier général James Barnes | - 18th Massachusetts : Commandant William B. White - 22nd Massachusetts : Colonel William S. Tilton - 1st Michigan : Lieutenant colonel William A. Throop - 118th Pennsylvania : Commandant Charles P. Herring |
| Première division : Brigadier général Charles Griffin  | Deuxième brigade : ColonelJacob B. Sweitzer | - 9th Massachusetts : [[Patrick Robert Guiney\| Colonel Patrick R. Guiney]] - 32nd Massachusetts : Colonel George L. Prescott - 4th Michigan : Lieutenant colonel George W. Lumbard - 62nd Pennsylvania : Lieutenant colonel James C. Hull                                                                                 |
| Première division : Brigadier général Charles Griffin  | Troisième brigade : Colonel Joshua L. Chamberlain | - 20th Maine : Commandant Ellis Spear - 16th Michigan : Capitaine George H. Swan - 44th New York : Lieutenant colonel Freeman Conner - 83rd Pennsylvania : Commandant William H. Lamont |
| Deuxième division : Brigadier général Romeyn B. Ayres  | Première brigade : Colonel Sidney Burbank | - 2nd U.S. (6 compagnies) : Capitaine James W. Long - 3rd U.S. (6 compagnies) : Commandant William E. Prince - 11th U.S. : Commandant Jonathan W. Gordon - 12th U.S. : Commandant Luther B. Bruen - 14th U.S. : Capitaine Edward Mck. Hudson - 17th U.S. : Lieutenant colonel James D. Greene                              |
| Deuxième division : Brigadier général Romeyn B. Ayres  | Troisième brigade : Brigadier général Kenner Garrard | - 140th New York : Colonel George Ryan - 146th New York (Zouaves) : Colonel David T. Jenkins - 91st Pennsylvania : Colonel Edgar M. Gregory - 155th Pennsylvania : Commandant Alfred L. Pearson |
| Troisième division : Colonel William McCandless        | Première brigade : Colonel William C. Talley | - 1st Pennsylvania Reserves : Lieutenant colonel William W. Stewart - 2nd Pennsylvania Reserves : Commandant Patrick C. Donough - 6th Pennsylvania Reserves : Colonel Wellington H. Ent - 13th Pennsylvania Reserves : Commandant William R. Hartshorne                                                                    |
| Troisième division : Colonel William McCandless        | Troisième brigade : Colonel Martin D. Hardin | - 5th Pennsylvania Reserves : Lieutenant colonel George Dare - 9th Pennsylvania Reserves : Lieutenant colonel James M. Snodgrass - 10th Pennsylvania Reserves : Lieutenant colonel James B. Knox - 11th Pennsylvania Reserves : Colonel Samuel M. Jackson - 12th Pennsylvania Reserves : Lieutenant colonel Richard Gustin |
| Brigade d'artillerie : Capitaine Augustus Pearl Martin | - 3rd Battery Massachusetts Light : Premier lieutenant Aaron F. Walcott - 5th Battery Massachusetts Light : Capitaine Charles A. Phillips - 1st New York Light, Battery C : Capitaine Almont Barnes - 1st Ohio Light, Battery L : Capitaine Frank C. Gibbs - 5th US, Battery D : Premier lieutenant Benjamin F. Rittenhouse | |

### VIe corps
- Major général John Sedgwick
- Escorte: 1st Vermont Cavalry (détachement) :  Capitaine Andrew J. Grover

| Division                                                | Brigade | Régiments et autres |
| ------------------------------------------------------- | --- | --- |
| Première division : Brigadier général Horatio G. Wright | Première brigade (First New Jersey Brigade): Brigadier général Alfred T. A. Torbert | - 1st New Jersey : Lieutenant colonel William Henry, Jr. - 2nd New Jersey : Colonel Samuel L. Buck - 3rd New Jersey : Colonel Henry W. Brown - 4th New Jersey : Lieutenant colonel Charles Ewing - 15th New Jersey : Colonel William H. Penrose          |
| Première division : Brigadier général Horatio G. Wright | Deuxième brigade : Brigadier général Joseph J. Bartlett | - 5th Maine : Colonel Clark S. Edwards - 121st New York : Colonel Emory Upton - 95th Pennsylvania : Lieutenant colonel Edward Carroll - 96th Pennsylvania : Lieutenant colonel William H. Lessig                                                         |
| Première division : Brigadier général Horatio G. Wright | Troisième brigade : Brigadier général David Allen Russell | - 6th Maine : Colonel Benjamin F. Harris - 49th Pennsylvania : Lieutenant colonel Thomas M. Hulings - 119th Pennsylvania : Colonel Peter C. Ellmaker - 5th Wisconsin : Colonel Thomas S. Allen                                                           |
| Deuxième division : Brigadier général Albion P. Howe    | Deuxième brigade ("Brigade du Vermont"): Colonel Lewis A. Grant | - 2nd Vermont : Colonel James H. Walbridge - 3rd Vermont : Colonel Thomas O. Seaver - 4th Vermont : Lieutenant colonel George P. Foster - 5th Vermont : Commandant Charles P. Dudley - 6th Vermont : Colonel Elisha L. Barney                            |
| Deuxième division : Brigadier général Albion P. Howe    | Troisième brigade : Brigadier général Thomas H. Neill | - 7th Maine : Colonel Edwin C. Mason - 43rd New York : Colonel Benjamin F. Baker - 49th New York : Colonel Daniel D. Bidwell - 77th New York : Lieutenant colonel Winsor B. French - 61st Pennsylvania : Lieutenant colonel George F. Smith              |
| Troisième division : Brigadier général Henry D. Terry   | Première brigade : Brigadier général Alexander Shaler | - 65th New York : Colonel Joseph E. Hamblin - 67th New York : Colonel Nelson Cross - 122nd New York : Lieutenant colonel Augustus Wade Dwight - 23rd Pennsylvania : Colonel John Ely - 82nd Pennsylvania : Colonel Isaac C. Bassett                      |
| Troisième division : Brigadier général Henry D. Terry   | Deuxième brigade: Brigadier général Henry L. Eustis | - 7th Massachusetts : Colonel Thomas D. Johns - 10th Massachusetts : Lieutenant colonel Joseph B. Parsons - 2nd Rhode Island : Colonel Horatio Rogers, Jr.                                                                                               |
| Troisième division : Brigadier général Henry D. Terry   | Troisième brigade : Brigadier général Frank Wheaton | - 62nd New York : Colonel David J. Nevin - 93rd Pennsylvania : Lieutenant colonel John S. Long - 98th Pennsylvania : Colonel John F. Ballier - 102nd Pennsylvania : Colonel John W. Patterson - 139th Pennsylvania : Lieutenant colonel William H. Moody |
| Brigade d'artillerie : Colonel Charles H. Tompkins      | - 1st Massachusetts Light, Battery A: CapitaineWilliam H. McCartney - 1st Battery New York Light : Capitaine Andrew Cowan - 3rd Battery New York Light : Capitaine William A. Harn - 1st Rhode Island, Battery C : Capitaine Richard Waterman - 1st Rhode Island, Battery G : Capitaine George W. Adams - 5th US, Battery F : Premier lieutenant Leonard Martin - 5th US, Battery M : Capitaine James McKnight | |

### Corps de cavalerie
- Major général Alfred Pleasonton
- Garde des quartiers généraux : 6th U.S. :  Commandant Robert M. Morris

| Division                                                 | Brigade | Régiments et autres |
| -------------------------------------------------------- | --- | --- |
| Première division: Brigadier général John Buford         | Première brigade: Colonel George H. Chapman | - 8th Illinois : Commandant John L. Beveridge - 12th Illinois : Capitaine Henry L. Reans - 3rd Indiana : Commandant William S. McClure - 8th New York : Commandant William H. Benjamin |
| Première division: Brigadier général John Buford         | Deuxième brigade : Colonel Thomas Devin | - 4th New York : Lieutenant colonel Augustus Pruyn - 6th New York : Commandant William P. Hall - 9th New York : Colonel William Sackett - 17th Pennsylvania : Lieutenant colonel Coe Durland - 3rd West Virginia, compagnies A & C : Commandant Seymour B. Conger |
| Deuxième division : Brigadier général David McM. Gregg   | Première brigade : Colonel John P. Taylor | - 1st Maryland : Commandant Charles H. Russell - 1st Massachusetts : Colonel Horace B. Sargent - 1st New Jersey : Colonel Percy Wyndham - 6th Ohio : Lieutenant colonel William Stedman - 1st Pennsylvania : Lieutenant colonel David Gardner - 3rd Pennsylvania : Capitaine James W. Walsh - 1st Rhode Island : Colonel John L. Thompson                                         |
| Deuxième division : Brigadier général David McM. Gregg   | Deuxième brigade : Colonel John Irvin Gregg | - District of Columbia, Independent Company : Capitaine William H. Orton - 1st Maine : Colonel Charles H. Smith - 10th New York : Commandant Mathew Henry Avery - 4th Pennsylvania : Commandant George H. Covode - 8th Pennsylvania : Colonel Pennock Huey - 13th Pennsylvania : Lieutenant colonel Garrick Mallery, Jr. - 16th Pennsylvania : Lieutenant colonel John K. Robison |
| Troisième division : Brigadier général Judson Kilpatrick | Première brigade: Brigadier général Henry E. Davies, Jr. | - 2nd New York : Lieutenant colonel Otto Harhaus - 5th New York : Commandant John Hammond - 18th Pennsylvania : Commandant Harvey B. VanVorhis - 1st West Virginia (10 compagnies): Commandant Charles E. Capehart |
| Troisième division : Brigadier général Judson Kilpatrick | Deuxième brigade ("Brigade du Michigan"): Brigadier général George A. Custer                                                                                     | - 1st Michigan : Colonel Charles H. Town - 5th Michigan : Colonel Russell A. Alger - 6th Michigan : Lieutenant colonel Henry E. Thompson - 7th Michigan : Colonel William D. Mann - 1st Vermont: Colonel Edward B. Sawyer |
| Troisième division : Brigadier général Judson Kilpatrick | Garde des quartiers généraux | - 1st Ohio, compagnies A & C : Capitaine Noah Jones |
| Brigade de réserve : Brigadier général Wesley Merritt    | - 6th Pennsylvania : Commandant Henry C. Whelam - 1st US : Capitaine Marcus A. Reno - 2nd US : Capitaine George A. Gordon - 5th US : Capitaine Abraham K. Arnold | |
| non affecté                                              | - 19th New York (1st Dragoons) : Colonel Alfred Gibbs | |
| Artillerie montée                                        | Première brigade : Capitaine James M. Robertson | - 6th Battery New York Light : Capitaine Joseph W. Martin - 2nd US, Batteries B and L : Premier lieutenant Albert O. Vincent - 2nd US, Battery D : Premier lieutenant Edward B. Williston - 2nd US, Battery M : Premier lieutenant Alexander C. M. Pennington, Jr. - 4th US, Battery A : Premier lieutenant Horatio B. Reed - 4th US, Battery E : Capitaine Samuel S. Elder       |
| Artillerie montée                                        | Deuxième brigade Capitaine William M. Graham | - 9th Battery Michigan Light : Capitaine Jabez J. Daniels - 1st US, Batteries E & G : Premier lieutenant Egbert W. Olcott - 1st US, Battery K : Premier lieutenant John Egan - 2nd US, Battery A : Premier lieutenant Robert Clarke - 2nd US, Battery G : Premier lieutenant John H. Butler - 3rd US, Battery C : Capitaine Dunbar R. Ransom                                      |

### Artillerie de réserve
- Brigadier général Robert O. Tyler

| Brigade                                                          | Batteries |
| ---------------------------------------------------------------- | --- |
| Première brigade régulière Capitaine Alanson M. Randol           | - 1st US, batterie H : Premier lieutenant Philip D. Mason - 3rd US, batteries F & K : Premier lieutenant George F. Barstow - 4th US, batterie C : Premier lieutenant Charles L. Fitzhugh |
| Première brigade volontaire Lieutenant colonel Freeman McGilvery | - 6th Maine Light : Premier lieutenant William H. Rogers - 9th Battery Massachusetts Light : Capitaine John Bigelow - 4th Batterie New York Light : Premier lieutenant Thomas Goodman - Pennsylvania Light Battery C & Battery F : Capitaine James Thompson |
| Deuxième brigade volontaire Capitaine Elie D. Taft               | - 1st Connecticut Heavy, batterie B : Capitaine Albert F. Brooker - 1st Connecticut Heavy, batterie M : Capitaine Franklin A. Pratt - 1st New York Light, batterie B : Premier lieutenant Robert E. Rogers - 5th Battery New York Light : Capitaine Elie D. Taft - 1st West Virginia Light, Light, batterie C: Capitaine Wallace Hill                                                                       |
| Troisième brigade volontaire Commandant Robert H. Fitzhugh       | - Maryland Light, batterie A : Premier lieutenant Thomas Binyon - Première batterie d'artillerie légère du New Hampshire : Capitaine Frederick M. Edgell - 1st New Jersey Light, batterie A : Capitaine William Hexamer - 1st New York Light, Batterie K (onzième batterie légère de New York joint) : Premier lieutenant Edward L. Bailey - Quinzième batterie légère de New York : Capitaine Patrick Hart |
| Garde des munitions                                              | - 6th New York Heavy Artillery : Colonel J. Howard Kitching |